# Équipe de Hongrie de curling
L'équipe de Hongrie de curling est la sélection qui représente la Hongrie dans les compétitions internationales de curling.
En 2017, l'équipe nationale est classé comme nation numéro 24 chez les hommes et 16 chez les femmes.

## Palmarès et résultats

### Palmarès masculin
Titres, trophées et places d'honneur
- Jeux Olympiques Hommes 
  - aucune participation
- Championnats du monde Hommes 
  - aucune participation
- Championnats d'Europe Hommes depuis 2012 (1 participation(s))
  - Meilleur résultat : 10ème pour : Championnats d'Europe Hommes - Round Robin

### Palmarès féminin
Titres, trophées et places d'honneur
- Jeux Olympiques Femmes 
  - aucune participation
- Championnats du monde Femmes
  - aucune participation
- Championnats d'Europe Femmes depuis 2012 (3 participation(s))
  - Meilleur résultat : 9ème pour : Championnats d'Europe Femmes - Round Robin

### Palmarès mixte
Titres, trophées et places d'honneur
- Jeux Olympiques Hommes depuis 2018
  - aucune participation
- Championnat du Monde Doubles Mixte depuis 2015 (2 participation(s))
  - Meilleur résultat : Huitièmes de finale en 2017